# Минск-22

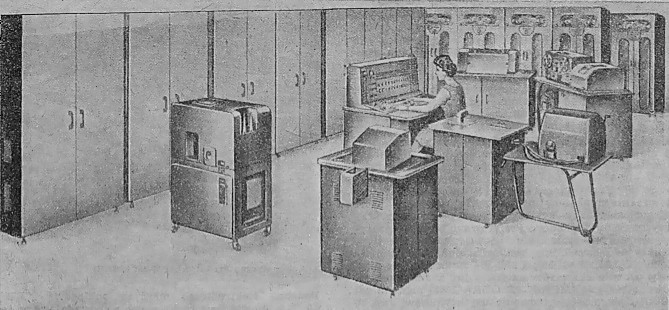
ЭВМ Минск-22, 1966 год

«Минск-22» — советская электронная вычислительная машина второго поколения семейства ЭВМ «Минск». По принятой на время начала производства классификации относилась к ЭВМ среднего класса. Машина создавалась для применения в народном хозяйстве для решения планово-экономических задач. Эта машина являлась модернизацией машины Минск-2 в части расширения оперативной памяти и возможности подключения новых устройств ввода-вывода. Серийное производство начато в 1965 году.

## Технические характеристики

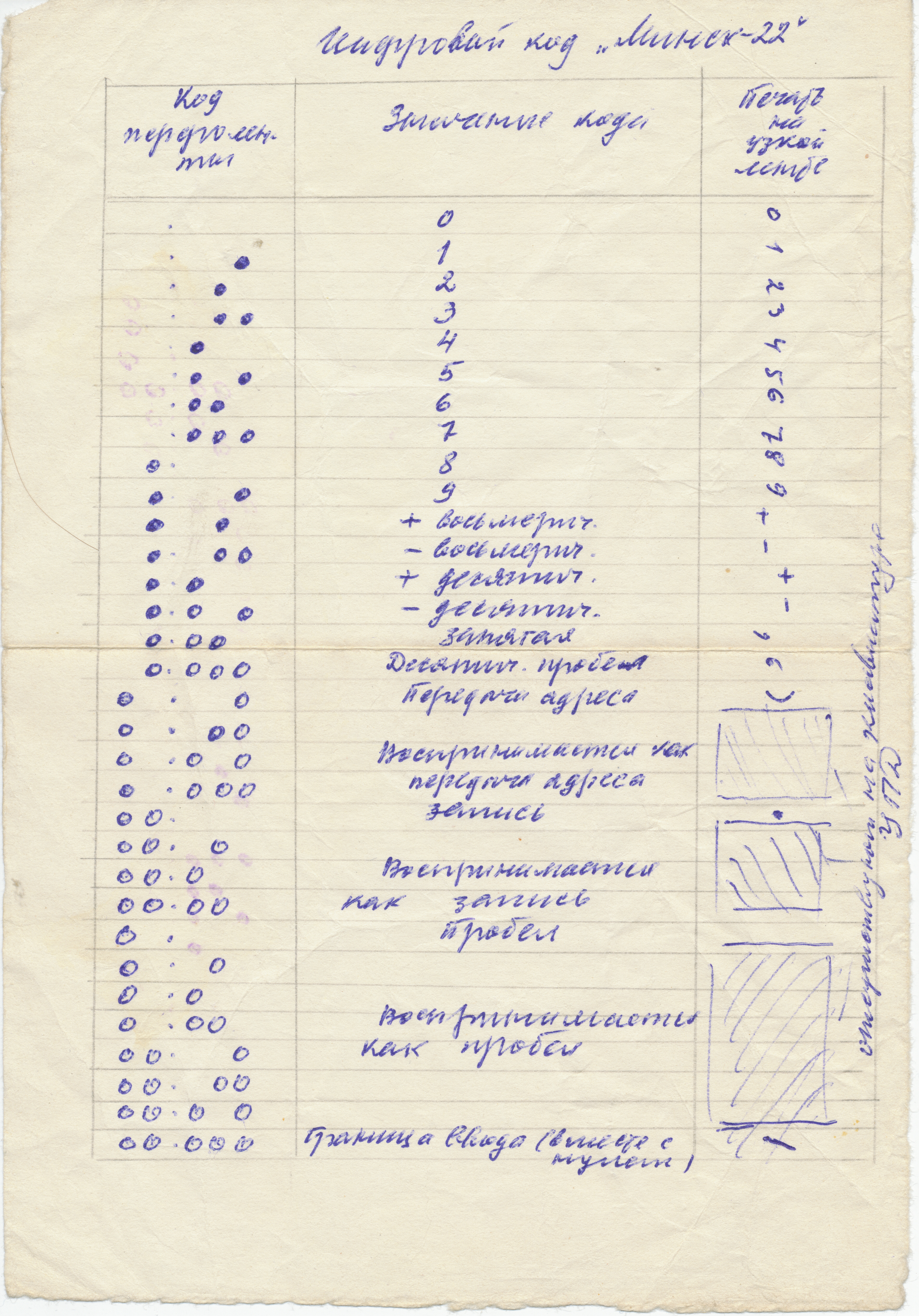
Памятка программиста. 1960-е годы. Цифровой код «Минск-22»

- разрядность (длина слова): 37 разрядов;
- система команд: 108 команд, двухадресная, формат адреса зависит от режима работы — обычный режим или режим Т;
- ёмкость оперативной памяти на магнитных сердечниках (МОЗУ): 8192 слова;
- цикл обращения к МОЗУ: 24 мксек;
- ёмкость внешней памяти на магнитной ленте (8 лентопротяжных механизмов): 100 тыс. слов на 1 катушку;
- способ представления информации: числа с фиксированной и плавающей запятой, алфавитно-цифровая информация в 6-разрядном коде по ГОСТ 10859-64 (6 символов в слове, знаковый разряд не используется);
- диапазон представления чисел:
  - с фиксированной запятой: 0 ≤ |x| < 1
  - с плавающей запятой: 0,5421010·10−19 — 0,9223372·1019;
- скорость ввода информации:
  - с перфоленты: 1000 строк/сек
  - с перфокарт: 300 карт/мин;
- скорость вывода информации:
  - на перфоленту: 80 строк/сек
  - на перфокарты: 100 карт/мин;
  - на алфавитно-цифровой печатающий механизм: 25–400 строк/мин;
- быстродействие: порядка 5-6 тысяч операций/сек;
- время выполнения основных операций:
  - сложение двух двоичных 37-разрядных чисел с фиксированной запятой: 12 мксек;
  - сложение двух двоичных 37-разрядных чисел с плавающей запятой: 75 мксек;
  - умножение двух двоичных 37-разрядных чисел с плавающей запятой: 200 мксек.

## Программное обеспечение
Для Минск-22 было разработано достаточно богатое, по меркам своего времени, программное обеспечение:
- библиотеки стандартных программ (БСП-63 или БСП-67);
- система символического кодирования (ЯСК);
- автокод для решения инженерных задач «АКИ»;
- транслятор с языка АЛГЭК (типа Кобол);
- транслятор с языка Алгол (МЭИ-3)[1];
- транслятор с языка Фортран.